# Communailles-en-Montagne
Communailles-en-Montagne – miejscowość i dawna gmina we Francji, w regionie Burgundia-Franche-Comté, w departamencie Jura. W 2013 roku jej populacja wynosiła 52 mieszkańców. 
1 stycznia 2016 roku połączono dwie wcześniejsze gminy: Mignovillard oraz Communailles-en-Montagne. Siedzibą gminy została miejscowość Mignovillard, a nowa gmina przyjęła jej nazwę. 